# 哈布泽教
哈布泽教是切尔克斯人的民族宗教，属多神教，主神名为Theshkhue。其教义主张万物有灵，重视教徒的自我修行。

## 教义

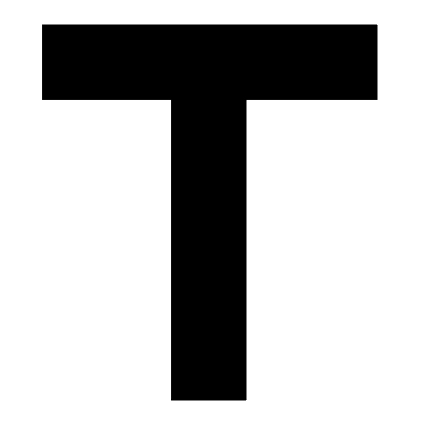
切尔克斯人的标志“锤十字”。其曾是哈布泽教的标志，现在其代表切尔克斯人的传统价值观“阿迪格·哈布泽”，其已被伊斯兰化并去除了异教元素。

哈布泽教的主要教义包括：重视荣誉、富有同情心、慷慨帮助他人（这与战士的勇气一道，帮助灵魂进入天堂与其祖先团聚）。因此，一个人存在的唯一意义即是将其灵魂修练至完美无缺以荣耀其祖先。在举办葬礼时，切尔克斯人亦会为其祖先的灵魂准备祭品。

### 纳普（Nape）
纳普（荣誉）是哈布泽教信仰的基石之一。传统上，切尔克斯人不设监狱，也不会对罪犯施以体罚，而是让罪犯缴纳罚款，直接处死或放逐。其文化中最严重的刑罚是因不敬而被“剥夺荣誉”（Napeteh）（也就是被社会所不敬），这是一种比死刑更严重的刑罚，由于战败或被异族军队俘虏就会导致被剥夺荣誉，为了避免这种情况的发生，切尔克斯士兵时常为了荣誉而自杀。

### 古施莱古（Guschlegu）
古施莱古意味着热情好客，以及关心他人。这对切尔克斯人十分重要，因为其常与纳普紧密相关。在这种情况下，向他人表示善意及作出对他人有利的事是十分重要的。在更加传统的切尔克斯人中，这还是一种义务。

### 普萨佩（Psape）
普萨佩（慷慨帮助他人）的含义与古施莱古大致相同，但不同之处在于在普萨佩中，帮助是不计回报的。阿迪格·哈布泽要求切尔克斯人像对待自己的家人一般对待客人，尽其所能地接济他们并不计任何回报。尽管如此，阿迪格·哈布泽亦要求客人在主人欢迎他们的情况下服从主人的管理。

### 祭品和仪式
切尔克斯人很有可能曾有过负责宗教方面服务及主持祭仪的祭司阶层。然而，没有迹象表明任何神秘主义的教派或大权在握的祭司曾阻止平信徒获得关于宗教方面的知识（这种情况在其他古代文明中普遍存在）。一般来说，部落中有能力向晚辈传授知识的的长老会主持宗教仪式。
切尔克斯人相信通过某种特殊的仪式，即在某个受人崇拜的事物（如一棵神圣的树或一个被闪电击中的地方）旁围成圈能召唤居住在其中的神灵并解除对其潜在力量的封印。很大一部分的宗教仪式都与此类似。舞蹈亦是祈祷的一部分，其中最神圣的一种名为赫乌雷（x'wrey），即舞者围绕着一个受人崇拜的物体转圈。
在为荣耀雷神而举办的宴会及其他传统节日期间，举行的仪式还常常伴随着吟诵，当闪电击中一个地方或一个物品时，则会和着《闪电之歌》的节奏（锡伯·威雷德/Schible Wered）跳一种特殊的赫乌雷。
另一种宗教仪式与预防疾病有关。切尔克斯人曾发明了一种原始的天花疫苗，接种时会和着《汝之尊严》（兹伊维斯-鞎/Ziywis-hen）的节奏，将患者放在一架秋千上摇动。
除祈祷以外，宗教仪式亦有公开宣誓的用途。一个人违背誓言将会导致对其的不敬及羞辱，传统上还常导致被惩罚。

## 信条及创世神话
哈布泽教属一元论信仰，在其神话体系中创世神Theshkhue是至高无上的。Theshkhue通过逻各斯（在切尔克斯语中被称为Khy）来表达其意志。判断一个切尔克斯男性是否聪慧的标准即是对Khy的理解十分深刻。
Theshkhue在其创造的一切事物中存在，其灵魂分散在宇宙空间中。其被切尔克斯人赞美为“总是聆听所有人的问题，却从不加以质疑之人”、“虚无存在的意义”、 “承载所有人希望却不计回报者”、“施以奇异恩典者”、“拥有使天堂及世界运动之力者”。
万物皆如一（普梭里·兹什/Psori Zysch，也作Psori Hysch），即物质世界永远在变化，但同时这些变化也建立在一个永恒不变的基础上，这个基础亦是世界及其运转法则的基础。日新月异的世界及其变幻的基础如一个轮子（杜内尔·舍尔施/duneir sherxschi，也作mek'eraxue），虽然轮子总是在旋转，但其轴心始终保持不变。这种世界观的追随者，有时亦伊斯兰化，在现代土耳其也能找到。

### 次级神
在至高神 Theshkue 之后，还有次级神，例如：
- 汉策瓜什：水与雨之神
- 赫德里克瑟：冥王
- 赫讷瓜什：海之女神
- 赫雅特瓜什：美与花园之女神
- 科德斯：山神
- 梅兹瓜什：众动物之神
- 梅兹萨：森林、狩猎及野兽之神
- 普塞塔：生命与灵魂之神
- 萨塔内：女性气质及生育能力之神，纳尔特之母
- 施布尔：雷神
- 索兹雷什：生育、家庭、健康及疾病之神
- 塔格莱吉：植物及粮食之神
- 特莱普什：火、铁匠、铁及武器之神
- 特苏：骑士之神
- 特克瓦菲苏：特什克韦神族成员
- 泰特图普：战争与流血之神
- 乌什胡：天空之神
- 梅里斯：蜜蜂之神
- 纳尔特家族，半神，在纳尔特叙事诗中与其母亲萨塔尼被一并提及。

除此之外，还存在许多其他神灵。
男神和女神分为两个不同的群体：
1. 无形的，与创世有关的神；
2. 有形的神。

## 传承
在17世纪伊斯兰化之前，切尔克西亚是欧洲少数几个保持了其异教信仰最长时间的地方之一，其宗教传统及世界观自古代开始便传承至今。其伊斯兰教信仰亦综摄了许多本土异教元素。部分切尔克斯人将哈布泽与苏菲派哲学视为两种互补的哲学思想。